# Buldogues

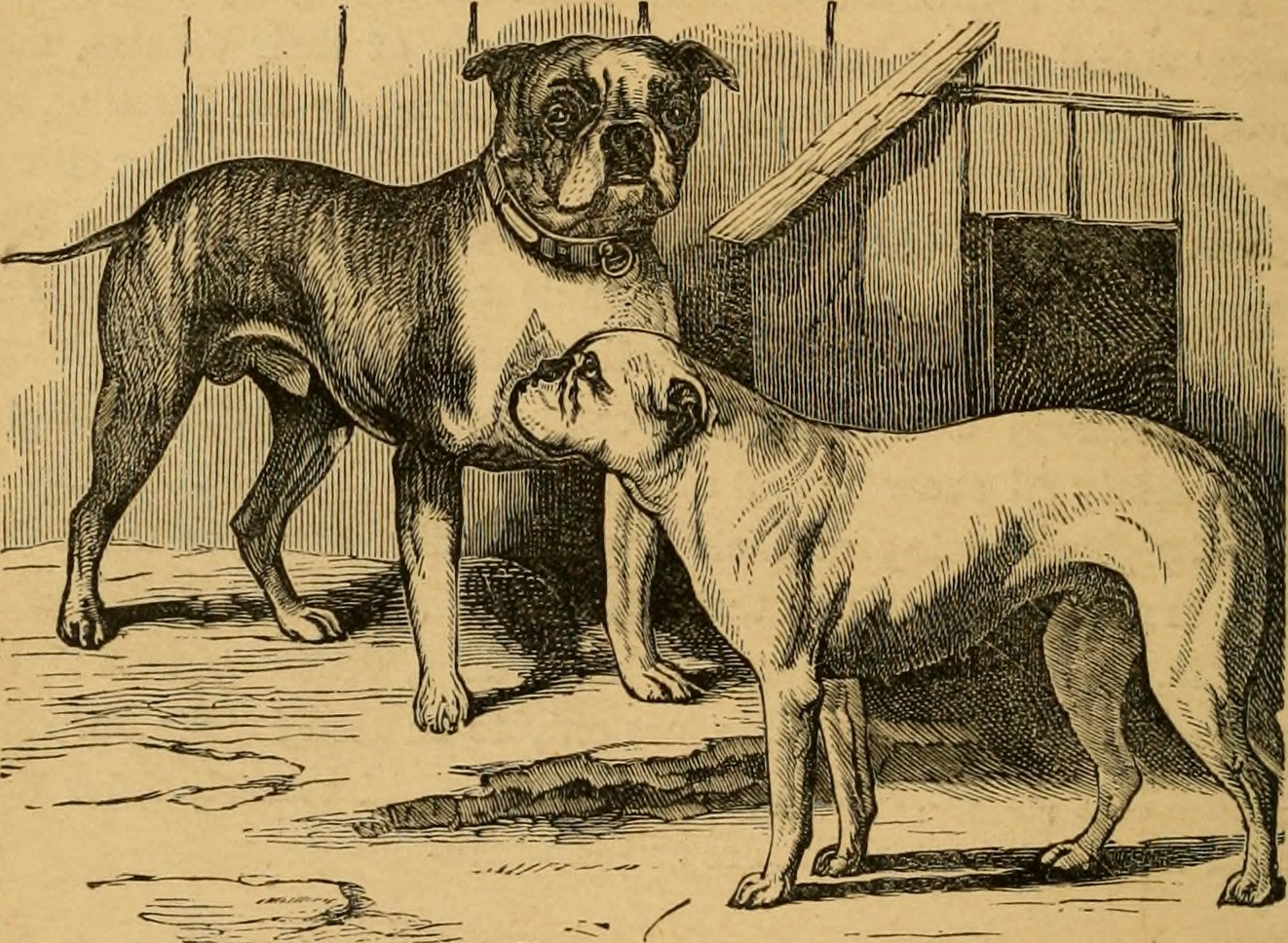
Buldogues, 1879

Buldogues (em inglês:  Bulldog-type breeds, raças de tipo buldogue) é uma categoria que inclui várias raças de cães molossóides caracteristicamente com prognatismo mandibular e muitas vezes algum parentesco com o extinto antigo buldogue inglês ou o seu antecessor, o Alão, ou o seu sucessor, o moderno buldogue inglês. 
As raças originais de Buldogues foram desenvolvidas na Europa para o combate com touros, apesar de também participarem em outros desportos sangrentos, como o combate com ursos, por exemplo. 
As primeiras raças eram chamadas "cães de açougueiros", usados para dominar touros bravos, facilitando o abate. Posteriormente foram desenvolvidos esportes de entretenimento com enfrentamento de cães contra touros na Inglaterra, Espanha e Alemanha, principalmente. 

## Esportes de isca

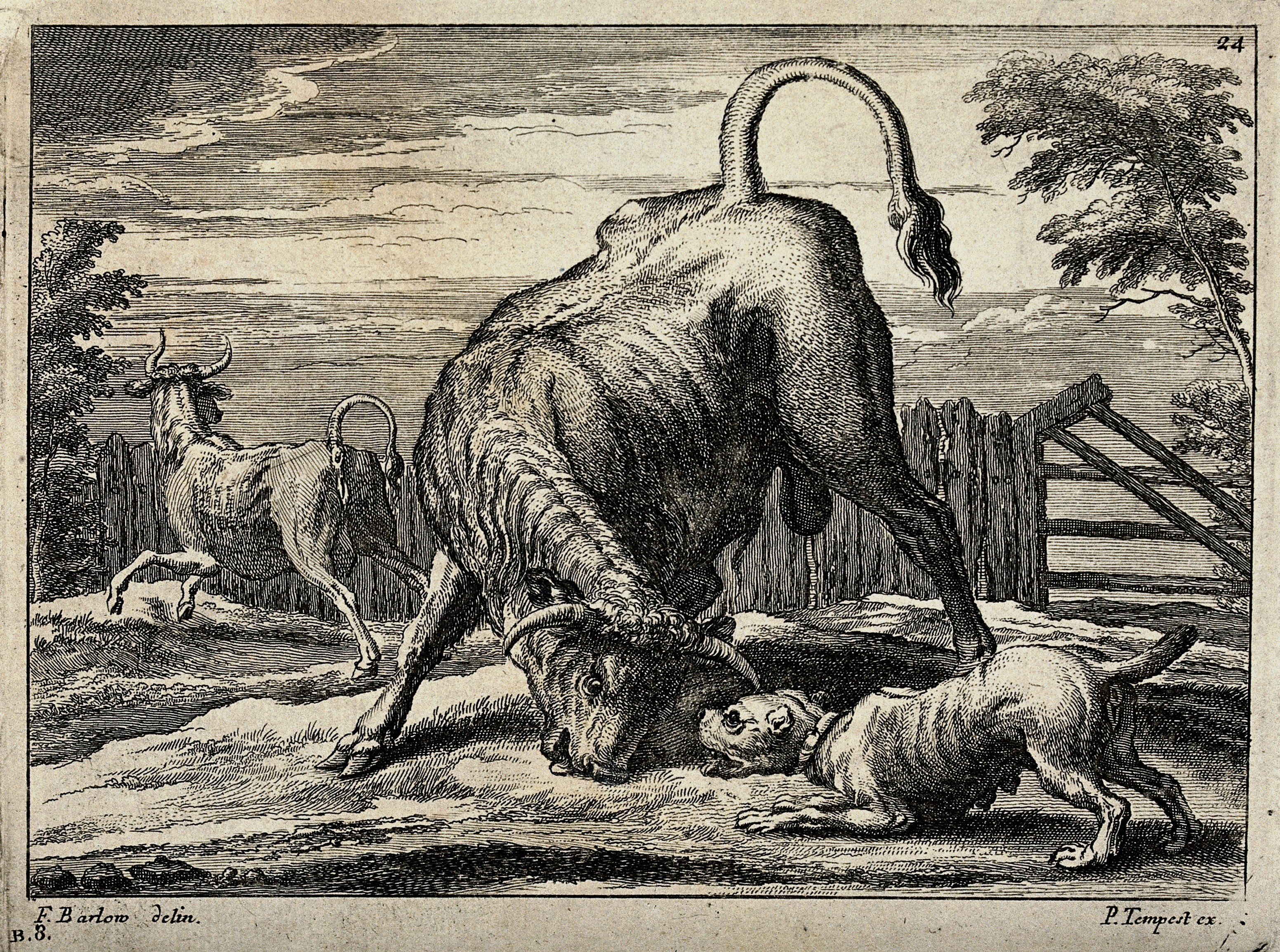
Um touro e um buldogue. Gravura por F. Barlow. Por volta do século XVII d.C.

O desporto sangrento de "isca" ((em inglês:  baiting) para cães, ocorria desde a antiguidade, de maneira mais famosa no Coliseu Romano, um precursor direto da moderna arte espanhola das touradas. Na era pós-romana, a "isca" (prática em que um animal era usado como isca para ser atacado por cães), por si só, estava mais intimamente associada aos ingleses, que a praticaram com maior seriedade ao longo de 600 anos. O passatempo floresceu, atingindo o pico de sua popularidade durante o século 16 dC. Os esportes sangrentos foram proibidos no Reino Unido em 1835. Dentre estes desportos sangrentos, o mais popular era a isca de touro (Bull-baiting), onde eram usados touros presos por corda, que eram atacados por cães-de-touro (ou Bull-dogs).

## Raças extintas
- Bullenbeisser ("morde-touro"), buldogue alemão

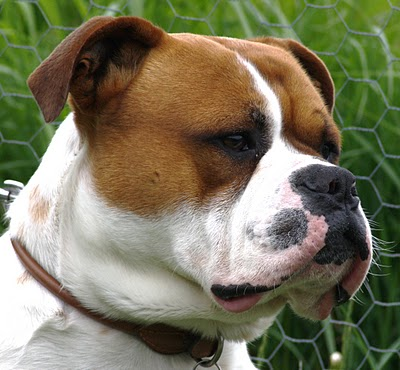
Cão da raça Leavitt Bulldog

- Antigo Buldogue Inglês
- Buldogue maltês[5]
- Alano espanhol antigo
- Toy Bulldog

## Raças modernas
- Alano espanhol moderno
- Alapaha Blue Blood Bulldog
- Boxer
- Buldogue americano
- Buldogue francês
- Buldogue-campeiro
- Buldogue-serrano
- Bullbras
- Ca de bou
- Catahoula Bulldog
- Dogo espanhol
- Olde English Bulldogge

## Raças discutíveis
- Dogue de bordéus
- Boston Terrier